# Vin jaune

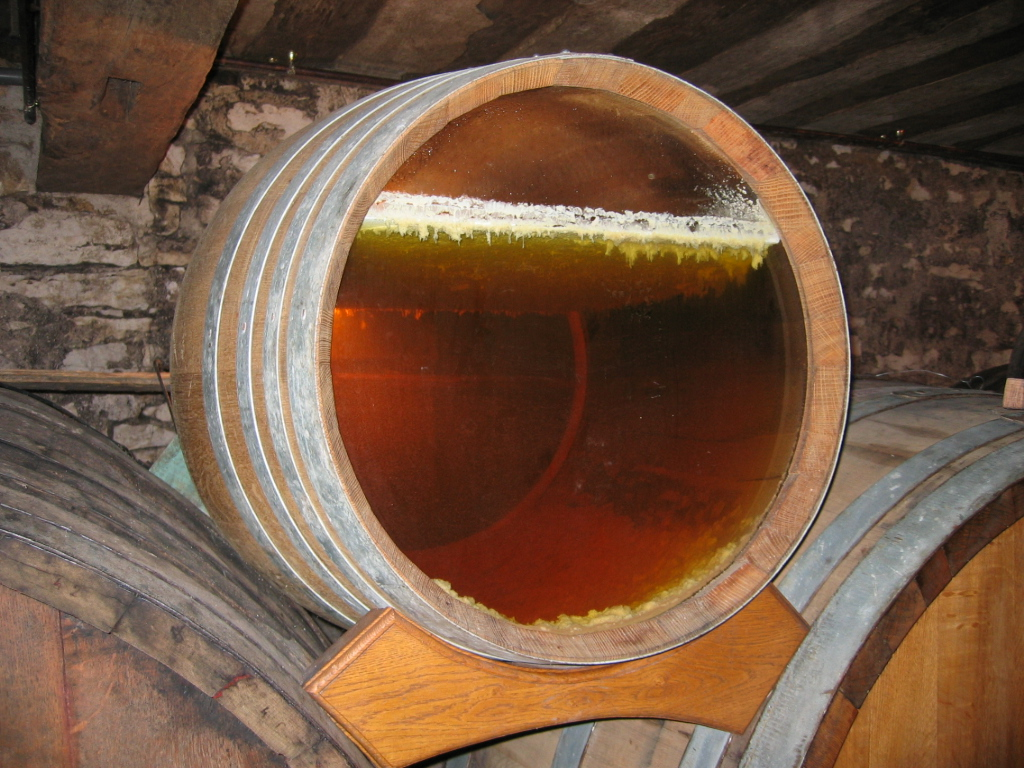
Barrica de roble de 228 litros con vin jaune.

El vin jaune o vino amarillo es un vino blanco que deriva de la variedad savagnin. Madura durante seis años y tres meses en barrica y tiene un color amarillo que le da el nombre. Es típico de la región francesa del Jura (Franco Condado).
Después de la fermentación del mosto el vino se almacena en una barrica usada de roble de una capacidad de 228 litros. Sin embargo, las barricas no se llenan por completo, de manera que quede todavía un poco de aire.
En el año 2011 se vendió una botella de este vino del año 1774 por 57 000 euros.